# José Ruiz del Toro
José Ruiz del Toro (Murcia, 22 de febrero de 1903- Buenos Aires, 10 de abril de 1957) fue un periodista, escritor, abogado y político español. Alcalde de Murcia en 1931 y miembro destacado del PSOE en la Región de Murcia a finales de los años 20 y durante la II República española.

## Biografía
Estudió bachillerato en su ciudad natal, licenciándose posteriormente en derecho por la Universidad de Murcia. Pronto se dedicó a la profesión periodística colaborando en Murcia con diarios como El Liberal o Levante Agrario, y en Madrid con La Tribuna, La Correspondencia y La Libertad. 
Inició su actividad como autor en 1924 estrenando en el Teatro Ortiz de Murcia la comedia dramática Gratitud. Escribió igualmente las piezas teatrales Locura y Amor de Otoño y la novela Amor verdadero. 

### Líder socialista y alcalde
A partir de 1928 comenzó una intensa vida política centrada en la reorganización de la  Agrupación Socialista de Murcia, de la que fue secretario y presidente y a la que representó en el XII Congreso del PSOE en el mismo año y en el Congreso Extraordinario en 1931.
El 14 de abril de 1931, como miembro de la Junta Revolucionaria, se hizo cargo del ayuntamiento de Murcia, siendo designado alcalde de transición hasta la constitución de la corporación. Tras tomar posesión como alcalde, se dirigió al Gobierno Civil para instar al gobernador a proclamar la república. El 13 de junio cedió el bastón de mando municipal al radical-socialista Luis López Ambit.

### Diputado en Cortes
Posteriormente trasladaría su actividad a Madrid como diputado socialista por Murcia en las Cortes tras las elecciones generales de 1931. Durante la legislatura 1931-1933 formó parte de las Comisiones de Comunicaciones y de Presidencia. Además fue vocal del Tribunal de Responsabilidades, miembro de la Diputación Permanente de las Cortes (julio a diciembre de 1933) y secretario del Grupo Parlamentario Socialista (julio de 1931 a octubre de 1933).
Asistió al XIII Congreso del PSOE en 1932, donde formó parte de la Comisión «El Socialista y la prensa socialista», siendo secretario de la 1.ª y la 2.ª sesión. En aquel mismo año se inició en la masonería, perteneciendo a la logia «Hispanoamericana nº 2» de Madrid.
Fue elegido nuevamente diputado socialista por Murcia tras las elecciones generales de 1933. En la legislatura 1933-1936 perteneció a la Comisión de Marina.
Después de la revolución de octubre de 1934 dejó vacante el escaño y marchó a Buenos Aires, donde trabajó como traductor de francés y asesor jurídico. Poco antes de las elecciones de febrero de 1936, regresó a Murcia. 

### Salida del PSOE y exilio
El enfrentamiento entre moderados y radicales en el seno del partido a la hora de conformar las listas para las elecciones de febrero de 1936 llevará a su salida del PSOE, al vencer la candidatura radical en Murcia, presentando en consecuencia una candidatura propia alternativa a las del Frente Popular.
El 28 de marzo de 1939, casi finalizada la guerra civil española, partió del puerto de Alicante en el Stanbrook rumbo a Orán (Argelia), donde llegó el día 30. Posteriormente se trasladó a Argentina, residiendo en Buenos Aires, donde falleció el 10 de abril de 1957.